# ライオンネイサン
ライオンネイサンは、オーストラリアのシドニーに本社を置く醸造会社である。

## 概要
オーストラリア国内で約1800人、ニュージーランド国内で約1400人の従業員を有する企業。ビール、RTD、スピリッツ、ワイン、ウイスキー（ライセンス商品含む）の製造販売を行っている。
1840年にニュージーランドで設立されたビール醸造所を母体として発展している。その後1860年よりライオンブランドでのビール製造を開始し、醸造規模を拡大。ニュージーランド国内にあった10の醸造所を統合してニュージーランドビール社を設立した。その後、1988年にニュージーランド最大の食品小売業者であるネイサン社と合併し、現在の社名であるライオンネイサンに社名を変更した。
1990年代前半には、隣国オーストラリアのビール醸造所を買収しながらオーストラリア市場への進出を行った。そのため現在ではオーストラリアのビール市場でシェア42％の2位の座を獲得している（2006年3月時点）。また、1991年には本社機能をニュージーランドからオーストラリアのシドニーに移転させている。
1998年、不振が続いていた中国でのビール事業建て直しと、醸造所間での品質を統一する技術獲得のため日本のキリンビール（現・キリンホールディングス）の出資を受け入れた。ライオンネイサンはそれまでオーストラリアの醸造所を数多く買収してきたため醸造所間の製品品質のばらつきが大きく、工場間で品質を一定に保ち続ける技術をキリンビールから導入する必要があった。また、当時ライオンネイサンの会長を務めていたマイヤーズ（創業者一族の三代目）が60歳という年齢にもかかわらず子供がまだ15歳であり、後継者問題に苦慮していたことも出資受入の要因となった。
2008年11月、豪州飲料最大手のコカ・コーラ・アマティル社に対して76億豪ドル（約4880億円）を提示し買収提案を行うが、アマティル社が買収価格に不満を示すなど交渉は難航、2009年2月に提案を撤回した。
2009年4月、キリンホールディングスによる全株式取得・完全子会社化で基本合意。5月に株式取得契約を結び、臨時株主総会や裁判所の承認を経て10月21日に株式取得を完了、オーストラリア・ニュージーランド証券取引所への上場は廃止された。そして10月23日、キリングループのオセアニア事業を統括する中間持株会社「ライオンネイサン ナショナルフーズ（Lion Nathan National Foods Pty Ltd）」（旧・キリンホールディングスオーストラリア）傘下の事業会社として再出発した。
2011年には直接の親会社であるライオンネイサン ナショナルフーズが「ライオン（LION PTY LTD）」に改称。当社の商号は変更されていないが、商標は「LION」のみが前面に出ている。
なお2008年以降、捕鯨問題をめぐる日豪間の衝突により、日本企業（キリンホールディングス）傘下にある当社製品のボイコットが発生している。また同社のライバルビール会社もテレビCMを通じてボイコットを促すメッセージを流しており、キリングループのオセアニア戦略に悪影響を与える可能性がある。
2019年10月、キリンが不採算部門の整理を進める中で、ライオンの乳飲料部門を中国の蒙牛乳業に6億豪ドルで売却する話が持ち上がったが、2020年、オーストラリア政府が海外からの投資案件の見直しを行う中で中国企業への売却を問題視。キリンは、2020年8月、売却の中止を発表した。

## 歴史
- 1840年 Hobson Bridge Brewery設立
- 1860年 ライオンブランドでのビール製造・販売開始
- 1924年 10箇所のビール醸造所を統合し、ニュージーランドビール社設立
- 1977年 ライオン社へ改称
- 1988年 ニュージーランド最大の小売業者であるLDネイサン社と合併し、ライオンネイサン社設立
- 1990年 オーストラリアの醸造所の買収により、XXXX、SWAN、EMU、Tooheysなどのビールブランドを獲得
- 1991年 シドニーに本社機能を移転
- 1993年 オーストラリアの醸造所の買収により、West End、HAHNなどのビールブランドを獲得
- 1998年 キリンビールの出資を受け入れ
- 2001年 オーストラリアで「キリン 一番搾り」の製造を開始
- 2003年 キリンビールが追加出資、46.13%の株式を取得
- 2009年 キリンホールディングスが全株式を取得、同社の中間持株会社「Lion Nathan National Foods Pty Ltd」傘下に

## 主要ブランド
- XXXX（フォーエックス）
- ハーン（英語版）
- Tooheys（トゥーイーズ）
- West End（ウェストエンド）
- スワン（英語版）
- EMU（英語版）（エミュー）
- Steinlager（スタインラガー）
- Canterbury Draught（カンタベリードラフト）